# Ligne de Sablé à Montoir-de-Bretagne
La ligne de Sablé à Montoir-de-Bretagne est une ligne ferroviaire française, aujourd'hui partiellement fermée et déferrée entre Château-Gontier et Montoir-de-Bretagne. Il s'agissait d'un axe régional permettant de relier la région du Mans à la côte Atlantique, sans passer par Nantes. La ligne est exploitée qu'entre Sablé-sur-Sarthe et Château-Gontier pour le trafic de marchandises, depuis mai 2024 grâce à l'inauguration d'une plateforme de transport combiné dans cette dernière ville et aussi la rénovation de cette portion de ligne.  
Elle porte le no 460 000 sur le réseau national français.

## Historique
La compagnie des chemins de fer de l'Ouest obtient la concession de la ligne d'intérêt général de Sablé-sur-Sarthe à Châteaubriant par une convention signée le 4 juillet 1868 entre le ministre des Travaux publics et la compagnie. Cette convention est approuvée par un décret impérial à la même date. La compagnie commence les travaux et ouvre la ligne par tronçons. De Sablé à Château-Gontier le 25 décembre 1876, de Château-Gontier à Segré le 1er octobre 1877 et de Segré à Châteaubriant le 23 décembre 1877. Cette dernière ouverture permet la création d'une relation de 96 km de voie unique à écartement normal entre Sablé-sur-Sarthe et Châteaubriant.
La section de Châteaubriant à Saint-Vincent-des-Landes, partie d'un itinéraire « de Châteaubriant à Redon » est concédée à la Compagnie des chemins de fer de l'Ouest par une convention signée le 31 décembre 1875 entre le ministre des Travaux publics et la compagnie. Cette convention est approuvée à la même date par une loi qui déclare la ligne d'utilité publique. La section de Châteaubriant à Saint-Vincent-des-Landes est achevée en avril 1881.
La section Saint-Vincent-des-Landes à Montoir-de-Bretagne, partie d'un itinéraire de Châteaubriant à Saint-Nazaire, est déclarée d'utilité publique par une loi le 18 juillet 1879. Elle est concédée à titre définitif par l'État à la Compagnie des chemins de fer de l'Ouest par une convention signée entre le ministre des Travaux publics et la compagnie le 17 juillet 1883. Cette convention est approuvée par une loi le 20 novembre suivant. Le tronçon entre Saint-Vincent-des-Landes et Montoir-de-Bretagne est opérationnel le 18 mai 1885. L'ensemble de la ligne de Châteaubriant à Montoir-de-Bretagne est mise en service le 22 août 1885.
La ligne à voie unique sur une infrastructure prévue pour deux voies, permet la création de relations concurrentielles en offrant un trajet plus court, que l'existant, entre Paris et Nantes soit 397 km au lieu des 431 km qu'il faut parcourir sur la ligne de la compagnie du chemin de fer de Paris à Orléans. Cette situation favorable rend rapidement possible la pose d'une deuxième voie, qui est opérationnelle sur l'ensemble de la ligne le 22 juin 1913.
Au début des années 1950 la tendance s'inverse, la deuxième voie est progressivement supprimée, un schéma de 1958 la représente de nouveau à voie unique dans sa totalité. Le couperet de la fermeture du trafic voyageurs tombe le 19 mars 1952 pour Châteaubriant - Montoir-de-Bretagne et le 3 mars 1969 pour l'ensemble de la ligne avec la fermeture de Sablé à Châteaubriant.
La ligne est officiellement fermée le 28 mai 1988 entre Bouvron et Besné-Pont-Château. Cette section est retranchée du réseau ferroviaire et déclassé (PK 407,751 à 429,257) par un décret du 20 septembre 1991 en raison de la dépose d'un pont-rail pour électrification.
Le trafic marchandise est partiellement fermé le 25 septembre 1994 entre Château-Gontier et Segré.
La ligne a été partiellement déclassée de Segré à Châteaubriant (PK 314,000 à 352,060) et de Châteaubriant à Saint-Vincent-des-Landes (PK 359,200 à 364,442) par décret le 12 février 2001. Ce déclassement a été annulé par décision du Conseil d'État le 3 décembre 2003. Une grande partie de la ligne entre Château-Gontier et Segré est déferrée durant le début de l'année 2010.
Avant 2013, il n'existait qu'un trafic marchandise épisodique entre Château-Gontier et Sablé. Sous l'impulsion d'industriels locaux, dont les souhaits ont été relayés par les élus, une plateforme de transport combiné a été mise en service en avril 2013 en gare de Château-Gontier et inaugurée le 4 octobre 2013. Cette plateforme permet de faire circuler quotidiennement un train de marchandise sur la partie de ligne encore exploitée entre Sablé et Château-Gontier. Ces trains sont conduits par l'entreprise ferroviaire Colas. Le trafic est constitué principalement de produits laitiers. Ces trains sont à destination de Vénissieux et Miramas. Cependant, depuis 2016, le trafic, qui était organisé par Combiwest a cessé, Combiwest ayant déposé le bilan.
Malgré cela, des travaux de rénovation ont été achevés en 2017 sur la portion encore en exploitation, pour un montant de 1,8 million d'euros (changement de traverses, rails, réfections de passages à niveau et de géométrie de la voie), pris en charge par les collectivités territoriales, l'État et SNCF Réseau. À cette occasion, la ligne est passée d'une VUSS exploitée en navette à une VUTR et sa vitesse limite est passée de 50 à 40 km/h[réf. nécessaire].

## Tracé
La ligne débute à la gare de Sablé en se séparant de la ligne du Mans à Angers-Maître-École et se termine 188 kilomètres plus loin à la gare de Montoir-de-Bretagne en rejoignant la ligne de Tours à Saint-Nazaire.

## Trafic
Depuis l'arrêt des activités de la plateforme multimodale de Château-Gontier en 2016, la ligne n'est plus desservie que par le trafic de l'embranchement particulier à Longuefuye qui apporte un trafic d'eaux usées industrielles pour l'entreprise « Séché Environnement »,, assuré par Combiwest, puis après sa liquidation, par Colas Rail puis Fret SNCF, au rythme d'un train par semaine, ainsi que l'entreprise Maisonneuve à Château-Gontier.

## Projets de réouverture
La ligne pourrait rouvrir entre Pontchâteau et Montoir-de-Bretagne à l'initiative de la région Pays de la Loire. Toutefois, cette réouverture est en concurrence avec la création d'une "virgule de Savenay", qui relirait directement les deux lignes Savenay - Saint-Nazaire et Savenay - Redon. Dans tous les cas, cela permettrait de réduire les temps de trajet de la Bretagne (Vannes, Rennes) vers Saint-Nazaire.

## Voie verte
Un tronçon de 67,6 km de Château-Gontier à Châteaubriand a été aménagé en voie verte, en sable compacté de Château-Gontier à Segré 22,4 km et de Segré à Pouancé 28,6 km, en revêtement lisse de Pouancé à Châteaubriant 16,6 km. 